# Susner
Susner är en ort i Indien.   Den ligger i distriktet Shajapur och delstaten Madhya Pradesh, i den centrala delen av landet, 500 km söder om huvudstaden New Delhi. Susner ligger 417 meter över havet och antalet invånare är 14 601.
Terrängen runt Susner är platt. Runt Susner är det ganska tätbefolkat, med 179 invånare per kvadratkilometer. Det finns inga andra samhällen i närheten. Trakten runt Susner består till största delen av jordbruksmark.